# 1944 Günter
1944 Günter là một tiểu hành tinh vành đai chính với chu kỳ quỹ đạo là 1224.1712199 ngày (3.35 năm).
Nó được phát hiện ngày 14 tháng 9 năm 1925.